# رزدیل (ایلینوی)
رزدیل (به زبان انگلیسی Rosedale) جمعیتی است که به لحاظ قانونی شکل نگرفته و در شهرستان جرسی، ایلینوی، ایالات متحده، در جنوب فلدون واقع شده که در شمال پارک ایالتی پر مارکت قرار دارد.